# Thomas Winkler (Fußballspieler)
Thomas Winkler (* 23. Oktober 1984) ist ein österreichischer Fußballspieler.

## Karriere
Winkler begann seine 'Vereinskarriere im Frühjahr 1991 bei der Union Alberndorf. 1997 kam er in die Jugend des LASK. Zwischen 1998 und 2003 spielte er zudem im BNZ Linz. 2003 spielte er erstmals für die Amateure des LASK in der Regionalliga, aus der man in der Saison 2003/04 allerdings absteigen musste.
Nach dem Abstieg absolvierte er im August 2004 sein erstes Spiel in der viertklassigen OÖ Liga, als er am ersten Spieltag der Saison 2004/05 gegen den ATSV Sattledt in der Startelf stand. In der Saison 2005/06 gehörte Winkler dem Profikader des LASK an, kam jedoch zu keinen Einsätzen für den Zweitligisten.
Zur Saison 2006/07 wechselte er zum Regionalligisten 1. FC Vöcklabruck. Seinen ersten Treffer für Vöcklabruck erzielte er im August 2006 bei einem 3:1-Sieg gegen die Union St. Florian. Mit dem Verein stieg er 2008 in die zweite Liga auf. In der Aufstiegssaison 2007/08 absolvierte er 29 Regionalligaspiele und erzielte dabei vier Tore.
Nach dem Aufstieg debütierte er im Juli 2008 in der zweithöchsten Spielklasse, als er am ersten Spieltag der Saison 2008/09 gegen den DSV Leoben in der Startelf stand. Nach einer Saison in der zweiten Liga musste er mit dem Verein jedoch wieder aus dieser absteigen. Nach der darauffolgenden Einstellung des Spielbetriebs wechselte Winkler im Sommer 2009 in die Regionalliga West zum SV Grödig. Mit Grödig stieg er in der Saison 2009/10 in die zweite Liga auf. In jener Saison kam Winkler zu 29 Einsätzen in der Regionalliga, in denen er drei Treffer erzielte.
Nach einer Saison in der zweithöchsten Spielklasse mit Grödig wechselte Winkler zur Saison 2011/12 zurück nach Oberösterreich und schloss sich dem Regionalligisten FC Wels an. Mit Wels stieg er zu Saisonende jedoch als 13. in die OÖ Liga ab.
Im Juli 2013 wechselte Winkler zum Regionalligisten FC Blau-Weiß Linz. Für die Linzer absolvierte er in der Saison 2013/14 29 Spiele in der Regionalliga und erzielte dabei einen Treffer. Nach einer Saison bei BW Linz kehrte er im Sommer 2014 zu Wels zurück.
Im Sommer 2015 schloss er sich dem Regionalligisten Union St. Florian an. In seinen zwei Jahren bei St. Florian kam er zu 55 Regionalligaeinsätzen, in denen er drei Tore erzielte. Zur Saison 2017/18 wechselte er zur viertklassigen Union Edelweiß Linz.
Nachdem er in der Saison 2011/12 den Nachwuchsbetreuerlehrgang sowie einen Trainerlehrgang des Landesverbandes absolviert hatte, unterstützte er von 2012 bis 2013 ein Trainerteam in der Nachwuchsarbeit der Union Alberndorf. Noch heute (Stand: 2022) ist Winkler, wie auch andere Mitglieder aus seiner Familie, bei seinem Heimatverein, der Union Alberndorf, auf Funktionärsebene tätig. Seit Jahren übt er beim Verein das Amt des Sportwarts aus.